# Gizima
Gizima är en klan i Liberia.   Den ligger i regionen Lofa County, i den norra delen av landet, 210 km nordost om huvudstaden Monrovia.